# Euthalia prisca
Euthalia prisca är en fjärilsart som beskrevs av Hans Fruhstorfer 1913. Euthalia prisca ingår i släktet Euthalia och familjen praktfjärilar. Inga underarter finns listade i Catalogue of Life.